# Бердичевский, Марк Наумович
Марк Наумович Бердичевский (1923—2009) — советский и российский учёный-геофизик, доктор технических наук (1966), профессор (1969), действительный член РАЕН (1993), иностранный член Польской академии наук (1991).
Один из создателей отечественной глубинной геоэлектрики. Автор более 300 опубликованных научных статей и 6 монографий. Писал стихи.

## Биография
Родился 2 апреля 1923 года в Киеве в еврейской семье, его отец — Бердичевский Наум Моисеевич — был доцентом Киевского политехнического института.
В 1940 году Марк окончил среднюю школу и поступил на геологический факультет Киевского университета (ныне Киевский национальный университет имени Тараса Шевченко). Увлекался поэзией, входил в кружок молодых киевских поэтов, в числе которых были Наум Коржавин и Семён Гудзенко.
С началом Великой Отечественной войны Бердичевский был мобилизован в ряды РККА, служил в авиации. В 1945 году был ранен и демобилизован из армии. Вернувшись в Киев, он продолжил учёбу в университете, но в 1946 году переехал в Москву и поступил на геолого-почвоведческий факультет Московского университета. В 1949 окончил МГУ, получив специальность «геолог-геофизик».
В 1949—1969 годах работал во Всесоюзном НИИ геофизических методов разведки Министерства геологии СССР (ВНИИГеофизика, ныне Всероссийский научно-исследовательский институт геофизических методов разведки), где с 1953 года был старшим научным сотрудником. В этот период времени учился в аспирантуре и в 1953 году защитил кандидатскую диссертацию на тему «Электрическая разведка методом теллурических токов», степень кандидата наук получил в 1954 году. В 1967 году в Институте физики Земли Академии наук СССР защитил докторскую диссертацию «Электрическая разведка путем магнитотеллурического профилирования».
В 1969 году Марк Наумович Бердичевский был избран по конкурсу на должность профессора кафедры геофизических методов исследования земной коры геологического факультета МГУ. Читал курсы «Теория поля», «Электроразведка», «Теория электромагнитного зондирования»; руководил учебной геофизической практикой; подготовил 40 кандидатов наук и 2 докторов наук. Также читал лекции в Московском геолого-разведочном институте (МГРИ, ныне Российский государственный геологоразведочный университет имени Серго Орджоникидзе).
М. Н. Бердичевский входил в состав Совета по геомагнетизму и разведывательной геофизике АН СССР, а также Совета по защите докторских и кандидатских диссертаций при геологическом факультете МГУ и Институте геомагнетизму АН СССР. Возглавлял Методические комиссию геофизического отделения, входил в состав методического совета геологического факультета МГУ. Был представителем СССР в рабочей группе «Электромагнитная индукция в Земле» Международной ассоциации геомагнетизму и аэрономии. Входил в состав редакционной коллегии журнала «Физика Земли», был председателем редакционного совета Карты электропроводности земной коры на территории СССР.
Умер 11 августа 2009 в Москве. Был похоронен на Донском кладбище (Новая территория Донского монастыря).
Был награждён медалями.